# Des vols de Vanessa
Des vols de Vanessa est un roman de Georges Walter paru le 1er octobre 1972 aux éditions Grasset et ayant reçu le Prix Interallié la même année.

## Résumé
Parti inopportunément en vacances dans une ile tropicale imaginaire le jour de l'assassinat du président Kennedy, un grand reporter rencontre dans ce lieu perdu et confiné un entomologiste qui fait mystère et étalage de ses recherches sur les grandes migrations de papillons. Les études de ce savant portent sur le rôle du champ magnétique terrestre dans les déplacements de lépidoptères et sur l'histoire humaine dont le journaliste est tenu à l'écart et qu'il suit avec passion.Mais « les pétards de la fête, échos des coups de feu meurtriers de Dallas, font s'envoler, avec les Vanessa, ces espoirs de connaissance absolue ». 
Le roman a été écrit au moment où Edward Lorenz évoquait le phénomène de sensibilité aux conditions initiales de la théorie du chaos, plus connu sous le nom d'effet papillon. 